# La Puisaye
La Puisaye – miejscowość i gmina we Francji, w Regionie Centralnym, w departamencie Eure-et-Loir.
Według danych na rok 1990 gminę zamieszkiwało 208 osób, a gęstość zaludnienia wynosiła 10 osób/km² (wśród 1842 gmin Regionu Centralnego La Puisaye plasuje się na 931. miejscu pod względem liczby ludności, natomiast pod względem powierzchni na miejscu 633.).